# Listă de filme sovietice din 1960
- Filme sovietice din: 1959 — 1960 — 1961

Aceasta este o listă de filme produse în Uniunea Sovietică în 1960.
| Titlu                            | Titlu original                                 | Regizor                             | Distribuție                       | Gen       | Note                                           |
| -------------------------------- | ---------------------------------------------- | ----------------------------------- | --------------------------------- | --------- | ---------------------------------------------- |
| 1960                             |                                                |                                     |                                   |           |                                                |
| Departe de patrie                | Вдали от Родины, Vdali ot rodinî               | Aleksei Șvaciko                     | Vadim Medvedev, Zinaida Kiriyenko | Drama     | Roman și scenariu de Iuri Dold-Mihailik.       |
| Five Days, Five Nights           | Пять дней, пять ночей, Pyat dney - pyat nochey | Lev Arnshtam, Heinz Thiel           |                                   | Dramă     | coproducție sovieto-est-germană                |
| It Was I Who Drew the Little Man | Человечка нарисовал я                          | Valentina Brumberg Zinaida Brumberg |                                   | Animație  |                                                |
| Hovanșcina                       | Хованщина                                      | Vera Stroieva                       | Mark Reizen                       | Operă     |                                                |
| The Queen of Spades              | Пиковая дама                                   | Roman Tihomirov                     |                                   | Operă     |                                                |
| Doamna cu cățelul                | Дама с собачкой Dama s sobacikoi               | Iosif Heifiț                        | Iia Savvina, Aleksei Batalov      | Melodramă | Prezentat în 1960 la Festivalul de la Cannes   |
| Resurrection                     | Воскресение                                    | Mihail Șveițer                      | Evgheni Matveiev                  | Dramă     | Adaptare după nuvela omonimă a lui Lev Tolstoi |

## Legături externe
- Filme sovietice din 1960 la Internet Movie Database